# Pacideius Carpianus
Pacideius Carpianus (sein Praenomen ist nicht bekannt) war ein im 2. Jahrhundert n. Chr. lebender Angehöriger des römischen Ritterstandes (Eques).
Durch ein Militärdiplom, das auf den 8. Februar 161 datiert ist, ist belegt, dass Carpianus 161 Kommandeur der Cohors V Hispanorum war, die zu diesem Zeitpunkt in der Provinz Moesia superior stationiert war.
Carpianus stammte vermutlich aus Caiatia, dem heutigen Caiazzo. Wahrscheinlich bestand eine familiäre Verbindung mit Lucius Pacideius Carpianus, der in zwei Inschriften aufgeführt ist.